# Pere Miras i Blay
Pere Miras i Blay (Sant Feliu de Llobregat, 1908 - 1997) va ser un polític català, alcalde de Sant Feliu de Llobregat entre 1957 i 1970.
Ja des d'abans de 1936, simpatitzava amb Falange; durant la Guerra, però, no va poder evitar ser reclutat per a l'exèrcit republicà. Tot i així, col·laborà amb el Socorro Blanco i s'integrà a la xarxa falangista clandestina; per això, amb l'adveniment del franquisme, gaudint com gaudia de la consideració de Camisa Vieja, esdevingué cap local de Falange.
El 1941, Miras va ser nomenat segon tinent d'alcalde, i, el 1957 fou designat alcalde pel governador civil de Barcelona i cap provincial del règim Felipe Acedo Colunga. També fou diputat provincial fins al 1963, quan va perdre el càrrec per les seves males relacions amb el poder judicial.
Durant el seu mandat es va produir un creixement urbanístic descontrolat a Sant Feliu, que va anar acompanyat d'una campanya per a fer créixer la indústria al terme municipal, la qual cosa va multiplicar la indústria per cinc del 1955 al 1965.
Entre 1960 i 1962 va pavimentar més carrers a la ciutat que en els 20 anys anteriors i va finalitzar el soterrament del ferrocarril a la carretera, la qual cosa havia manat el mateix general Franco, qui havia hagut d'esperar que passés un tren al pas a nivell de Sant Feliu quan viatjava amb la seva comitiva des de Barcelona.
Va morir a Sant Feliu el 20 de febrer de 1997 a l'edat de 88 anys. Estava casat amb Montserrat Domènech i fou pare de Pere i Montserrat Miras Domènech.